# The Corner
The Corner er en amerikansk stumfilm fra 1916 af Walter Edwards.

## Medvirkende
- George Fawcett som David Waltham.
- Willard Mack som John Adams.
- Clara Williams som Mrs. Adams.
- Louise Brownell som Mrs. Waltham.
- Charles Miller.